# 阿拉什

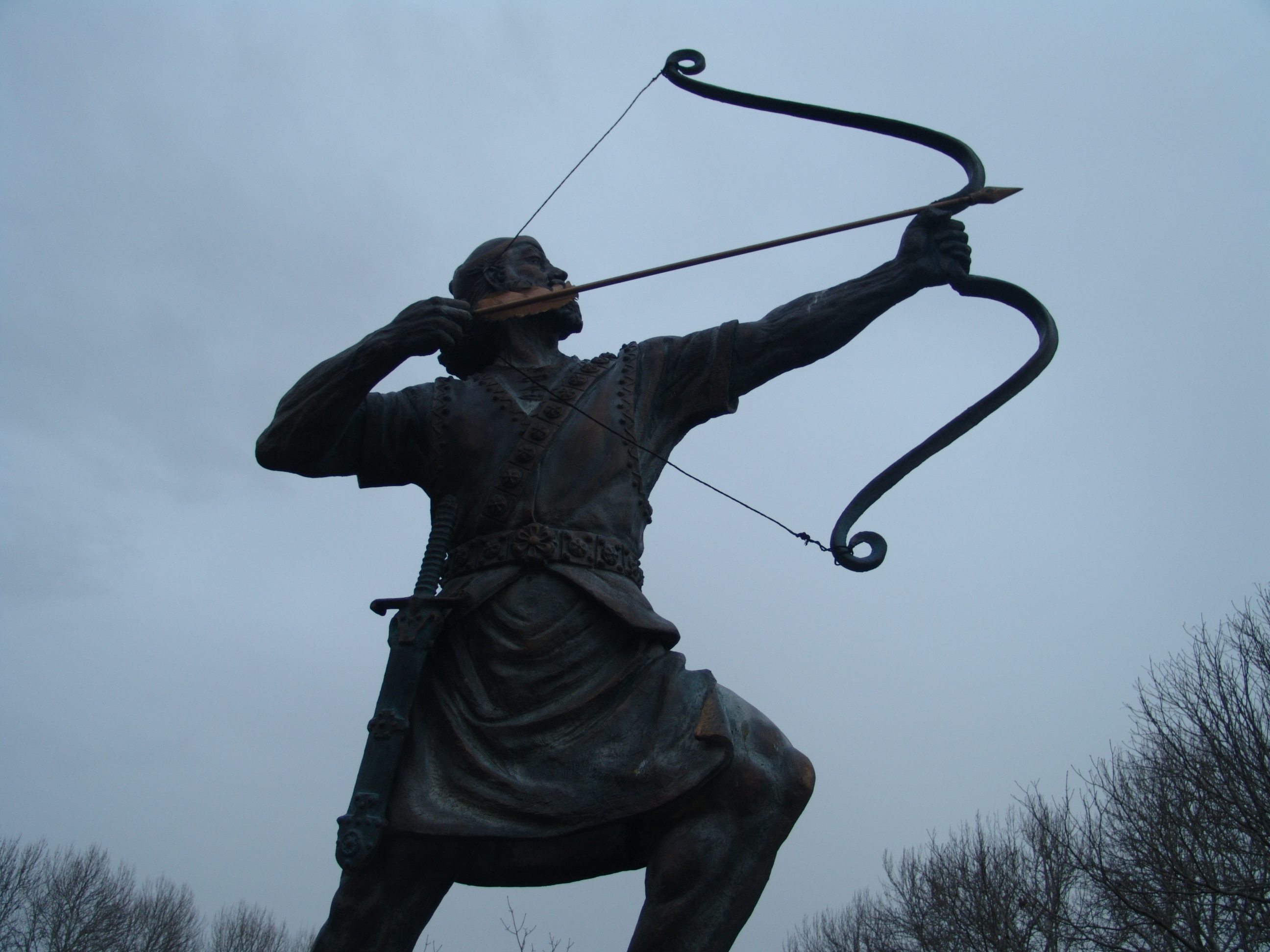
位于德黑兰薩阿德·奧包德宮殿群的阿拉什雕像。

阿拉什（波斯語：‎ Āraš-e Kamāngīr）是波斯传说中俾什达迪王朝的英雄弓箭手。

## 概要
在伊朗人和图兰人的皇家荣耀战争中，图兰人的将军阿法拉塞布（Afrasiab）包围了玛努切赫尔的军队，双方同意和解。双方都达成协议，任何在一次弓箭射及范围内的土地，都将被归还给马努切赫尔和伊朗人，其余的则应落入阿法拉塞布和异族人手中。 一位天使（波斯学者比鲁尼将这位天使的名字写为Isfandaramad，即六位阿梅沙·斯彭塔中的斯彭塔·阿爾邁蒂，在中古波斯语中为 Spendarmad）指示马努切赫尔铸造一把特殊的弓和一支箭，而阿拉什被要求成为射手。 阿拉什在晨曦之时射出特制的箭，箭飞越了极远的距离，最后降落，划定了两族未来的边界。
在Talebi和Bal'ami的记述中，阿拉什被他所射出的这一箭摧毁并消失。在穆罕默德·伊本·贾里尔·塔巴里的记述中，他被人民推崇，并被任命为弓箭手的指挥官，获得了伟大的荣耀。 关于箭矢飞过的距离有许多种不同的观点。其中一种说法是，它跨越过了数以千计的里格（farsakhs）, 另一说宣称它跨越了四十天的路程。在某些记述中，这支箭从黎明飞到中午，又或者从黎明到日落。另有一些资料甚至标出了这一事件的详细日期。中古波斯学者Mah i Frawardin记录了这个日期为一月的第六日（即胡爾瓦塔特的佛拉瓦奇）；后来的史料则将这个事件与“雨水节”（Tiregan）的命名日庆典结合起来（即蒂尔的第十三日）； 大概是将亚扎塔·蒂尔（每月第十三日的守护神）和tir（“弓箭”）混淆了。 
阿拉什射箭的地點也有不同說法。《阿維斯陀》中記載的是Airyo.khshaotha，一個未被詳述的Middle Clime地點。伊斯蘭時期的史料多將地點定位於裏海南岸，說法諸如塔巴里斯坦（Tabari, Talebi, Maqdesi, Ibn al-Athir, Marashi）、鲁彦 (伊朗)的某個山頂（al-Biruni, Gardēzī）、阿莫勒要塞（Mojmal）、德馬峰（Balami）、薩里（Gorgani）。箭落之地有多種說法，Mount Khvanvant（阿維斯陀）、巴爾赫的某河流（Tabari, al-Atir）、巴爾赫以東（Talebi）、巴克特里亞/塔哈爾省（Maqdesi, Gardizi）、阿姆河沿岸（Balami）、梅爾夫（Mojmal）。al-Biruni稱此箭射中了費爾干納和塔巴里斯坦之間大呼羅珊地區最遠之處的某棵胡桃樹。

## 現代文化
- 阿拉什的故事長久未受到近代文學界的重視，直到1920年出生的伊朗歷史學家額桑·雅沙特爾在其著作《Dāstānhā-ye Īrān-e Bāstān》中提及阿拉什，其傳說才逐漸受世人所知、進而被改編為各種藝文創作。[2]

- 伊朗詩人瑟亚乌什·卡斯拉伊於1959年寫下名為《神射手阿拉什》的長詩。伊朗作家纳德尔·易卜拉希米（英语：Nader Ebrahimi）也曾撰寫以阿拉什為主題的短篇小說，在其作品中，阿拉什被描寫為幫助人民脫離暴政的英雄。[3]

- 2013年8月日本作家櫻井光撰寫的小說《Fate/Prototype 蒼銀的碎片》中，阿拉什作為其中的角色登場，擁有強大的弓術。傳說中生前射出劃定族群邊界的一箭，則被稱為寶具「流星一條」，使用後會阿拉什會隨之消散。該角色而後也在TYPE-MOON出品的手機遊戲Fate/Grand Order中，作為一星角色登場，因其獨特的遊戲性能，受到日本玩家關注。[4]

- 2021年舉辦的2020年夏季奥林匹克运动会，台灣代表射箭選手鄧宇成於7月26日在團體賽中奪得銀牌，因一段幽默對話引用TYPE-MOON出品的手機遊戲Fate/Grand Order中的阿拉什之寶具台詞，意外引起全球熱議，被譽為「台灣阿拉什」。[5]